# Финал Кубка Англии по футболу 2012
Финал Кубка Англии по футболу 2012 года стал 131-м финалом старейшего футбольного кубкового турнира в мире, Кубка Англии.
Матч состоялся 5 мая 2012 года на стадионе «Уэмбли» в Лондоне. Игра прошла одновременно с матчами Премьер-лиги. Столь ранняя дата проведения финала была обусловлена намерением Футбольной ассоциации обеспечить четырёхнедельный перерыв между окончанием сезона в английском футболе и началом Евро-2012.

## Обзор матча

### Первый тайм
Первый удар по воротам произошел уже 40-й секунде матча Дидье Дрогба решился на дальний «выстрел» — мяч прошёл мимо ворот. Лондонцы начали активней, и в первые несколько минут мяч преимущественно находился на половине поля мерсисайдцев. Но скоро и эта активность сошла на, нет, и первые минуты матча прошли в неторопливом темпе. Обе команды заняли выжидательную позицию. За первые 10 минут команды нанесли всего один удар. Но на 11-й минуте матча Рамирес на правом фланге воспользовался позиционной ошибкой Хосе Энрике, легко убежал от него после передачи Хуана Маты, вошёл в штрафной и практически с угла вратарской отправил мяч в правый от себя нижний угол ворот Рейны — 1:0. Забитый мяч вынудил уже «Ливерпуль» добавить в активности, и почти сразу же «красные» могли счёт сравнять. Спустя минуту после пропущенного мяча Джонсон пошёл в атаку по своему правому флангу, прострелил на одиннадцатиметровую отметку, откуда слёту пробивал Беллами — Бранислав Иванович спас свою команду, успев вынести мяч из ворот. В ответной атаке уже защитник «Челси» пошёл в атаку. Босингва продольной передачей искал Дрогба, но неточно. Несколько отрезанными от своих партнёров по команде в первой половине тайма выглядели форварды «Ливерпуля». Особенно это касалось Луиса Суареса, который практически не касался мяча и кроме активного прессинга защитников ничем не запомнился. Первые 20 минут матча остались за «Челси». Большинство единоборств выигрывали именно футболисты в синем, ничего не позволяя впереди сделать мерсисайдцам. «Челси» тоже, по большому счёту, впереди ничего не создал опасного. Кроме гола, разумеется. Но атаки «синих» смотрелись опасней, и порой им не хватало последнего паса, чтобы вывести на убойную позицию Дрогба или Калу.
На 26-й минуте после передачи Рамиреса пробил по воротам Саломон Калу — мяч прошёл мимо. «Красные» пытались играть через Суареса, но тому не удавалось навязать борьбу защитникам «Челси». На 32-й минуте на правом фланге снова, как и в эпизоде с голом, сошлись Рамирес и Хосе Энрике. Защитник прыгнул в ноги бразильцу. «Челси» получил право на опасный штрафной, Хосе Энрике не получил жёлтую карточку. Хотя должен был бы. Штрафной исполнил Мата, послал мяч в центр штрафной, но выиграть борьбу в воздухе «синим» не удалось и Даунинг выбил мяч на чужую половину поля. На 38-й минуте Оби Микел за грубый фол в центре поля на Джеррарде получил первую в матче жёлтую карточку. На 42-й минуте Суарес выиграл борьбу и нанёс первый удар по воротам Чеха, опередив Терри. Мяч прошёл мимо ворот. Вообще к концу тайма «Ливерпуль» активизировался. На 45-й минуте «Ливерпуль» сравнял счёт по жёлтым карточкам «благодаря» Аггеру. Ну а счёт до перерыва так и не изменился.

### Второй тайм
В перерыве наставники обошлись без замен. «Красные» начали тайм активно, чаще владели мячом и больше атаковали. На 51-й минуте Стивен Джеррард прокинул мяч мимо защитника, ворвался в штрафную и упал в борьбе с Ивановичем. Спустя минуту счёт стал 2:0. Лэмпард увидел в штрафной Дрогба, адресовал мяч ивуарийцу, который пробил метров с 10-ти с левой точно в дальний нижний угол. И снова, как и в первом тайме, «Ливерпуль» после пропущенного гола организовал свой ответ: Суарес под острым углом ворвался в штрафную и пробил — надёжно сыграл Чех. На 55-й минуте Кенни Далглиш бросил в бой Энди Кэрролла, выпустив его вместо Джея Спиринга, который совсем слабо сыграл. С выходом Кэрролла немного трансформировалась модель игры «Ливерпуля» — теперь верхом посылать мяч в штрафную можно было чаще. На 60-й минуте едва счёт не стал разгромным. Калу вошёл в штрафную и целил в дальнюю «девять» — неточно.
Продолжал мячом владеть «Ливерпуль», но извлечь из этого для себя пользу у команды Далглиша не получалось. Контрвыпады «Челси» смотрелись куда опасней. На 63-й минуте Лэмпард низом пробил со штрафного метров с 30-ти — рядом с дальней штангой. Через минуту Дрогба после скидки Маты пробивал с левого угла вратарской — мимо. Ну а в следующей атаке «Ливерпуль» один мяч отыграл. Сработала замены Кенни Далглиша, Энди Кэрролл в штрафной на замахе убрал Джона Терри, и с линии вратарской мощным ударом под перекладину «расстрелял» Чеха. В следующей после гола атаке Джонсон после скидки грудью от Суареса пробивал по воротам — мимо.
«Ливерпуль» продолжал наседать на ворота Чеха. Быстрая, динамичная атака «красных» на 70-й минуте закончилась ударом слёту в исполнении Джеррарда — выше. Совершенно не держался в эти минуты мяч у «Челси». На 73-й минуте Суарес из-за пределов штрафной пробил низом — мяч летел в угол, но несильно, и Чех среагировал. На 76-й минуте вновь выиграл борьбу в воздухе Энди Кэрролл, но пробил над перекладиной. За 15 минут до конца матча на поле вышел Раул Мейрелиш, который был призван вернуть своей команде цельность в средней линии. Сменил бывший игрок «Ливерпуля» подуставшего автора первого гола Рамиреса. В ответ Далглиш выпустил Дирка Кёйта, тем самым ещё более усилив атаку своей команды. Беллами, проведший не самый выразительный матч, поле покинул. За 10 минут до конца Суарес с левого фланга ворвался в штрафную, мяч у него из-под ног выбили на линию штрафной, откуда в касание пробил Хендерсон — сильно, но выше. Из последних сил атаковали мерсисайдцы, и на 82-й минуте это, показалось, принесло свои плоды. Джонсон ворвался в штрафную, оставил мяч Суаресу, который передачей набросил мяч точно на голову Кэрроллу, который замыкал подачу на дальней штанге. И замкнул ведь, но каким-то непостижимым образом среагировал Петр Чех, переправив мяч в перекладину. Главный вопрос матча: пересёк ли мяч линию ворот после удара Суареса? Фил Дауд, посоветовавшись с боковым судьёй, посчитал, что нет, и взятие ворот не зафиксировал. Повторы не дали однозначного ответа, пересёк ли мяч линию ворот полностью. Суарес за споры получил жёлтую карточку, а мерсисайдцы, собрав волю в кулак, продолжили атаковать. С линии штрафной пробивал по воротам Джеррард — попал в стенку. Окончательно перешли на тактику дальних забросов «красные», осадив штрафную «Челси». 5 минут компенсировал судья, именно столько времени оставалось у «Ливерпуля», чтобы сравнять счёт. На 91-й минуте вместо Маты вышел Флоран Малуда. Сразу после этого Кэрролл опасно простреливал вдоль ворот — надёжно сыграл защитник, прервав эту передачу. Не удалось сравнять счёт «Ливерпулю». Лондонцы выстояли, и довели дело до победного конца, проведя последние минуты матча на половине поля «Ливерпуля».

## Путь к финалу
| Челси                | Челси     | Раунд     | Ливерпуль                | Ливерпуль |
| -------------------- | --------- | --------- | ------------------------ | --------- |
| Оппонент             | Результат |           | Оппонент                 | Результат |
| Портсмут             | 4:0       | Раунд 3   | Олдем Атлетик            | 5:1       |
| Куинз Парк Рейнджерс | 0:1       | Раунд 4   | Манчестер Юнайтед        | 2:1       |
| Бирмингем Сити       | 1:1; 0:2  | Раунд 5   | Брайтон энд Хоув Альбион | 6:1       |
| Лестер Сити          | 5:2       | Раунд 6   | Сток Сити                | 2:1       |
| Тоттенхэм Хотспур    | 1:5       | Полуфинал | Эвертон                  | 2:1       |
|                      |           |           |                          |           |

## Отчёт о матче
| Челси                      | 2:1     | Ливерпуль   |
| -------------------------- | ------- | ----------- |
| - Рамирес 11′ - Дрогба 52′ | (отчёт) | Кэрролл 64′ |

| Челси | Ливерпуль |

| Челси:            |    |                    |     |     |
|                   |    |                    |     |     |
| GK                | 1  | Петр Чех           |     |     |
| RB                | 17 | Жозе Бозингва      |     |     |
| CB                | 2  | Бранислав Иванович |     |     |
| CB                | 26 | Джон Терри         |     |     |
| LB                | 3  | Эшли Коул          |     |     |
| CM                | 12 | Джон Оби Микел     | 36' |     |
| CM                | 8  | Фрэнк Лэмпард      |     |     |
| RW                | 7  | Рамирес            |     | 75' |
| AM                | 10 | Хуан Мата          |     | 90' |
| LW                | 21 | Саломон Калу       |     |     |
| ST                | 11 | Дидье Дрогба       |     |     |
| Запасные:         |    |                    |     |     |
| GK                | 22 | Росс Тернбулл      |     |     |
| DF                | 19 | Паулу Феррейра     |     |     |
| MF                | 5  | Майкл Эссьен       |     |     |
| MF                | 15 | Флоран Малуда      |     | 90' |
| MF                | 16 | Раул Мейрелиш      |     | 75' |
| ST                | 9  | Фернандо Торрес    |     |     |
| ST                | 23 | Дэниел Старридж    |     |     |
| Главный тренер:   |    |                    |     |     |
| Роберто Ди Маттео |    |                    |     |     |

| Ливерпуль:      |    |                   |     |     |
|                 |    |                   |     |     |
| GK              | 25 | Хосе Рейна        |     |     |
| RB              | 2  | Глен Джонсон      |     |     |
| CB              | 37 | Мартин Шкртел     |     |     |
| CB              | 5  | Даниэль Аггер     | 44' |     |
| LB              | 3  | Хосе Энрике       |     |     |
| CM              | 14 | Джордан Хендерсон |     |     |
| CM              | 20 | Джей Спиринг      |     | 54' |
| RW              | 39 | Крейг Беллами     |     | 76' |
| AM              | 8  | Стивен Джеррард   |     |     |
| LW              | 19 | Стюарт Даунинг    |     |     |
| ST              | 7  | Луис Суарес       | 81' |     |
| Запасные:       |    |                   |     |     |
| GK              | 32 | Дони              |     |     |
| DF              | 23 | Джейми Каррагер   |     |     |
| DF              | 34 | Мартин Келли      |     |     |
| MF              | 11 | Макси Родригес    |     |     |
| MF              | 33 | Джонджо Шелви     |     |     |
| ST              | 9  | Энди Кэрролл      |     | 54' |
| ST              | 18 | Дирк Кёйт         |     | 76' |
| Главный тренер: |    |                   |     |     |
| Кенни Далглиш   |    |                   |     |     |

| Игрок матча: Хуан Мата (Челси) Судейская бригада: - Помощники судьи: - Стюарт Берт (Нортгемптоншир) - Эндрю Гарратт (Стаффордшир) - Четвёртый судья: Майк Джонс (Чешир) - Резервный судья: Саймон Лонг (Корнуолл) | Регламент матча: - 90 минут основного времени. - 30 минут овертайм в случае необходимости. - Послематчевые пенальти в случае необходимости. - Семь запасных с каждой стороны. - Максимальное количество замен — по три с каждой стороны. |

## Статистика матча
|                  | Челси | Ливерпуль |
| ---------------- | ----- | --------- |
| Мячей забито     | 2     | 1         |
| Всего ударов     | 14    | 18        |
| Ударов в створ   | 6     | 10        |
| Владение мячом   | 45 %  | 55 %      |
| Угловых          | 1     | 7         |
| Нарушений        | 5     | 8         |
| Офсайдов         | 3     | 4         |
| Жёлтых карточек  | 1     | 2         |
| Красных карточек | 0     | 0         |